# (5639) 1989 PE
(5639) 1989 PE là một tiểu hành tinh nằm ở rìa trong của vành đai chính. Nó được phát hiện bởi Jeff T. Alu và Eleanor F. Helin ở Đài thiên văn Palomar ở Quận San Diego, California, ngày 9 tháng 8 năm 1989.